# Magyarország és a Nagyvilág
A Magyarország és a Nagyvilág ismeretterjesztő és szépirodalmi képes hetilap volt a 19. század második felében. Kiadták a Deutsch testvérek és 1875. április 4-étől az Athenaeum. Megindult 1865. október 1-jén, hetenként 1 1/2 - 2 nagy íven; szerkesztették: előbb Balázs Sándor, 1866. december 16-tól Frankenburg Adolf, 1867. március 2-től Vértesi Arnold (ideiglenesen 1870. január 2-től április 23-ig Vadnai Károly), 1870. november 20-tól Ágai Adolf, 1880. január 4-től Molnár Antal, 1882. december 3-tól Borostyáni Nándor és Mikszáth Kálmán, 1884. január 6-tól június 29-én történt megszűntéséig Borostyáni szerkesztette.
Melléklapjai voltak: a Pesti Hírlap (1866. december 16-tól szerkesztette Frankenburg, 1867. március 4. és december 30. között Áldor Imre) és a Pesti Hetilap (szerkesztette Csukássy József 1868. január 6. és 1870 júliusa között).